# Anker Innovations
Anker Innovations è un'azienda cinese , operante nel settore dell'elettronica, con base a Changsha, in Cina. L'azienda è nota per la produzione di accessori per computer e periferiche mobili. Tra cui caricabatterie per telefoni, power bank, auricolari, cuffie, altoparlanti, adattatori, cavi di ricarica, protezioni per lo schermo e altri prodotti con i suoi altri marchi.

## Storia

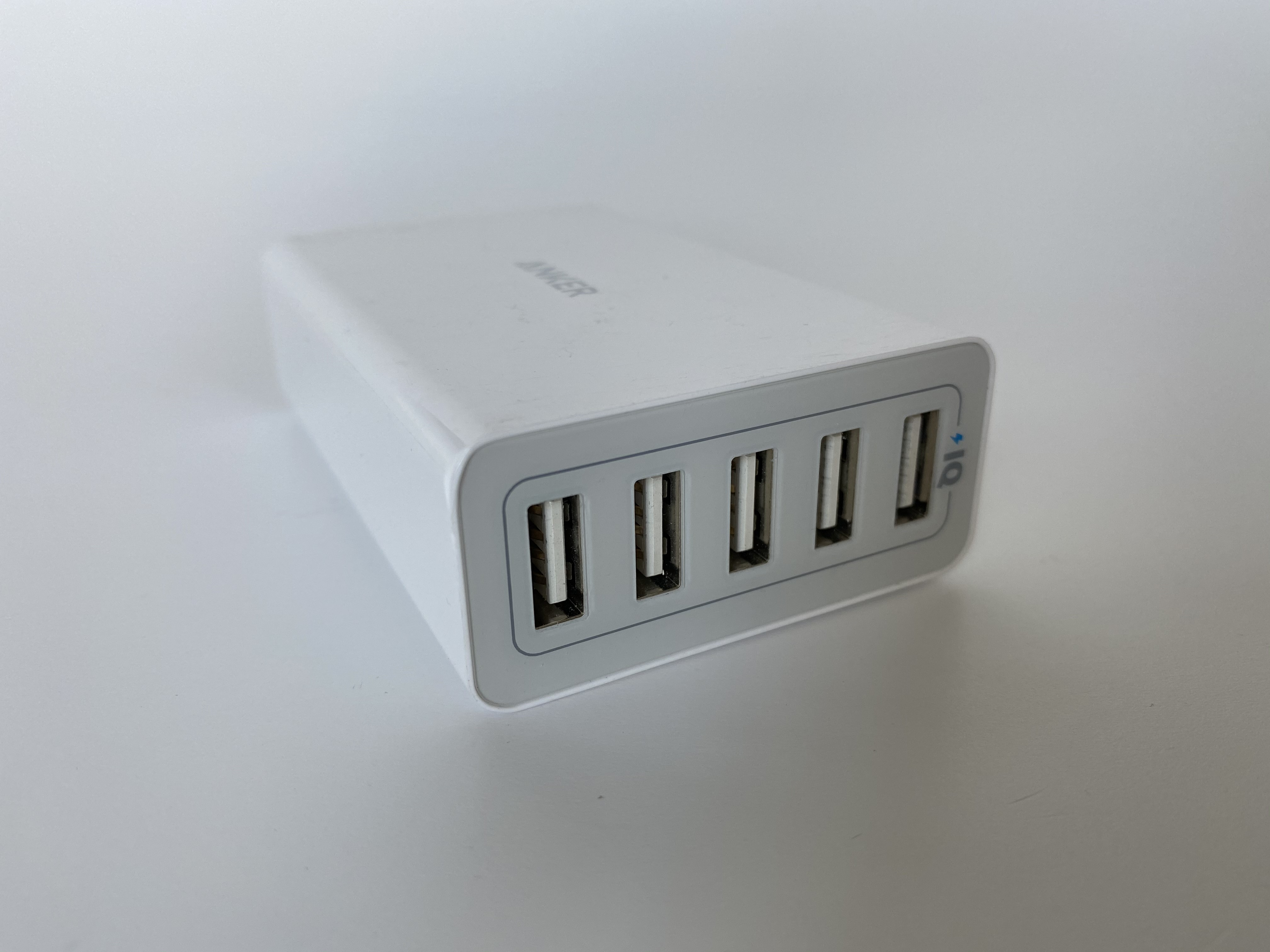
Anker PowerPort, un caricatore USB veloce con 5 porte

Steven Yang ha fondato Anker Innovations nel 2011 dopo essere tornato a Shenzhen, dopo un periodo lavorativo come ingegnere del software di Google in California, Stati Uniti. All'inizio del 2012, Anker Innovations ha assunto Zhao Dongping, l'allora capo delle vendite di Google in Cina. Nel 2012 Anker ha spostato la sua attenzione dalle batterie sostitutive per laptop ai caricabatterie per smartphone, caricabatterie da parete, alimentazione portatile e apparecchiature per conferenze. Zhao divenne presidente di Anker Innovations nel 2018. Anker Innovations possiede filiali in Cina, Giappone, Stati Uniti, Germania e Regno Unito.

## Marchi e prodotti
Sotto Anker Innovation operano altri marchi: Anker, Soundcore, Eufy e Nebula. Anker produce power bank, cavi di ricarica, adattatori a muro, prese multiple. Soundcore crea auricolari, cuffie e altoparlanti Bluetooth. Eufy produce elettrodomestici intelligenti e dispositivi di sicurezza domestica. Nebula produce videoproiettori portatili.

## Scandalo Eufy
Nel dicembre 2022 è scoppiato uno scandalo: nonostante le affermazioni di utilizzare solo l'archiviazione locale con le sue telecamere di sicurezza, Eufy è stata sorpresa a caricare filmati identificabili sul cloud. Ed è anche possibile visualizzare i flussi della telecamera utilizzando VLC.